# 大原インターチェンジ (山口県)
大原インターチェンジ（おおばらインターチェンジ）は、山口県山口市嘉川の国道2号小郡道路のインターチェンジ。

## 道路
- E2 国道2号小郡道路

## 周辺
- 西日本旅客鉄道宇部線 上嘉川駅
- 浄明苑（山口県中部環境施設組合斎場）

## 隣
E2 小郡道路
小郡IC - 大原IC - 岡屋IC